# Nuit Blanche
Nuit Blanche (franska, betyder ungefär "natt då man aldrig går och lägger sig") är ett årligen återkommande konstevenemang som hålls i Paris och Madrid under natten mellan den första lördagen och söndagen i oktober månad. Allmänheten kan besöka en stor mängd olika arrangemang och installationer, där ljus i olika former ofta spelar en betydande roll. Den första Nuit Blanche hölls 2002, under Bertrand Delanoës borgmästarskap.
RATP sätter under natten in extra publika transporter, där exempelvis tunnelbanans linje 14 som ett undantag kör hela natten.
Under Nuit Blanche 2002 blev Bertrand Delanoë knivhuggen av en man som sade sig hata politiker och homosexuella (Delanoë gick ut som öppet homosexuell innan han valdes till Paris borgmästare).